# آلمانی بالا

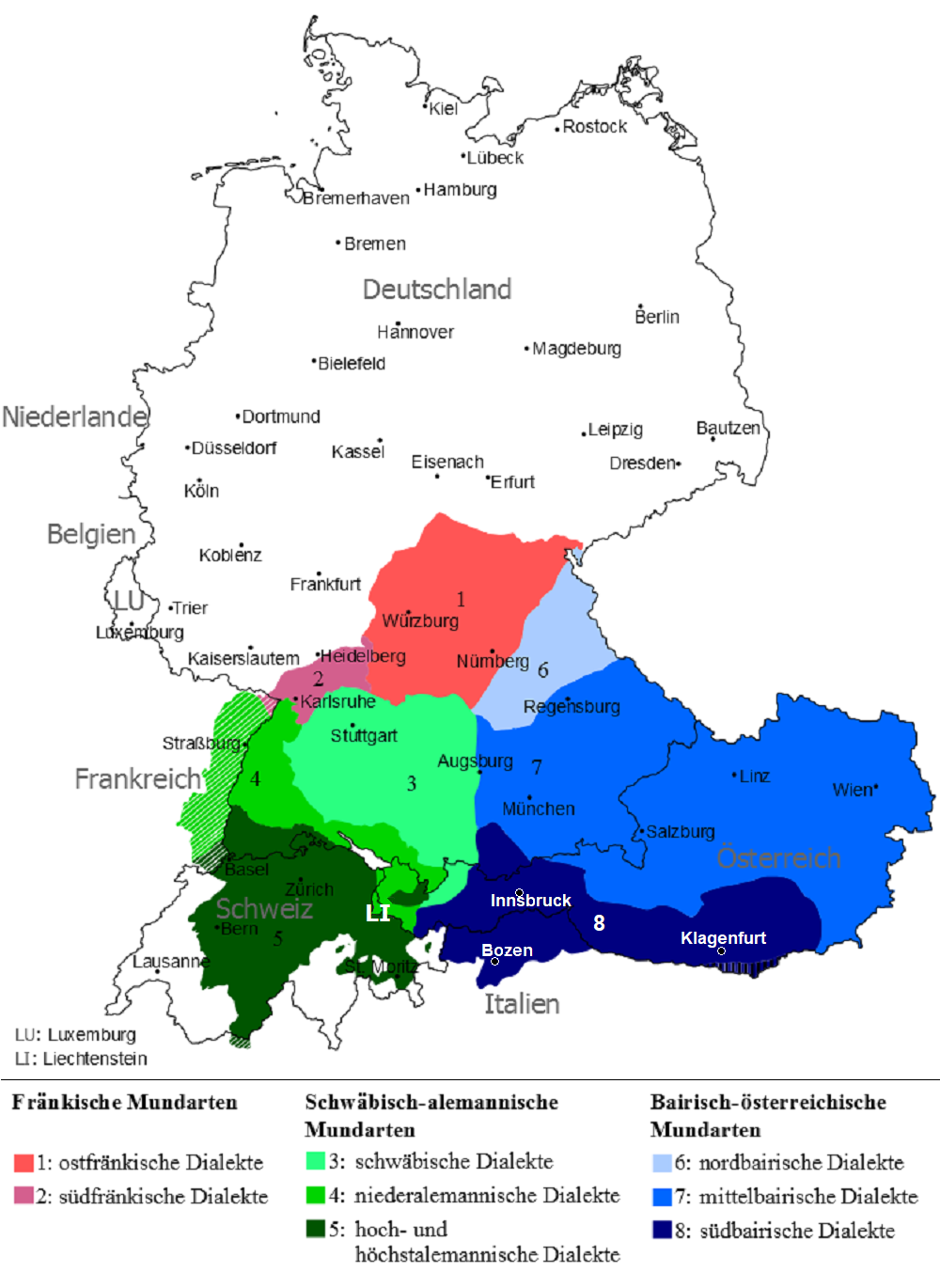
گسترهٔ آلمانی بالا:
۱: فرانکی شرقی
۲: فرانکی جنوبی
۳: شوابی
۴: آلمانیش پایین
۴: آلمانی آلزاسی
۵: آلمانیش بالا و علیا
۶: اتریشی-باواریایی شمالی
۷: اتریشی-باواریایی مرکزی
۸: اتریشی-باواریایی جنوبی

آلمانی بالا خانواده‌ای از گویش‌های آلمانی است که گویشوران آن در جنوب آلمان، اتریش، سویس و شمال ایتالیا پراکنده‌اند.
آلمانی بالا به دو گروه اصلی آلمانیش و اتریشی-باواریایی تقسیم می‌شود که هرکدام شامل گویش‌های مختلفی هستند:
- آلمانیش:
  - شوابی  (شماره ۳)
  - آلمانیش پایین  (شماره ۴)
    - آلزاسی  (شماره ۵)
    - آلمان کلونیرو
    - آلمانی بازل

  - آلمانیش بالا  (شماره ۶)
    - آلمانی برن
    - آلمانی زوریخ

  - آلمانیش علیا  (شماره ۶)
    - آلمانی وله (ایالت وله در کشور سویس)
      - آلمانی والزر

- اتریشی-باواریایی:
  - اتریشی-باواریایی شمالی  (شماره ۷)
  - اتریشی-باواریایی مرکزی  (شماره ۸)
    - آلمانی وینی
    - آلمانی مونیخ

  - اتریشی-باواریایی جنوبی  (شماره ۹)
    - سیمبری
    - موخنو
    - آلمانی هوتری